# Divisão Naval do Leste
A Divisão Naval do Leste ou Divisão Naval na Costa d'África foi uma base naval da Armada Imperial Brasileira estabelecida no porto angolano de Cabinda, na época território português. Foi criada em 1827 e tinha por objetivo a fiscalização dos navios brasileiros quanto à observância do tratado de 1815 com a Inglaterra sobre o tráfico negreiro. A frota era composta, em períodos variáveis de permanência, pela Fragata Paraguaçu, Corveta Ânimo Grande, Brigue Quinze de Agosto e Brigues-Escunas Duquesa de Goiás e Ismênia. Apesar do objetivo principal ser a fiscalização, com o tempo revelou-se que a divisão naval colaborou com o aumento do tráfico por proteger os navios de ataques de corsários e piratas, atuando como protetor do comércio marítimo brasileiro. A base naval foi extinta em março de 1830.

## Antecedentes
O Império do Brasil acabara de se tornar independente e a Grã-Bretanha condicionou o reconhecimento da emancipação à abolição do tráfico negreiro que vigorava no país. Para isso foram realizadas reuniões entre os dois países com o objetivo de se definir quando deveria extinguir o comércio de escravos na costa da África. No dia 23 de novembro de 1826 definiu-se um prazo, sendo este encontro ratificado no dia 13 de março de 1827 estipulando a data de 13 de março de 1830 para que o Brasil declarasse ilegal tal comércio. O império se comprometeu a cumprir os acordos, fiscalizando o intenso tráfico negreiro existente entre a costa brasileira e africana e inspecionando os navios que deixasse o litoral da Africa para o Brasil.

## A base naval
Para demonstrar a Inglaterra que o Brasil cumpriria os acordos e mostrar a boa-vontade na sua política externa, o império decidiu que seria necessária a criação de uma divisão naval estabelecida na costa africana. Assim, foi criada a base naval Divisão Naval do Leste, também conhecida como Divisão Naval na Costa d'África, em 1827 no porto de Cabinda, atual Angola. À época, o porto localizava-se em território português, sendo este um importante centro de saída de navios negreiros em direção do Brasil. Portanto, a instalação da base naval brasileira neste porto era estratégica para a fiscalização do tráfico. Oficialmente, o objetivo do estabelecimento da base era para fiscalizar apenas navios brasileiros quanto à observância do Tratado de 1815, onde os portugueses firmaram um acordo com os ingleses para por fim ao tráfico negreiro entre as possessões portuguesas na África ao norte do Equador. Porém, além deste primeiro, a divisão naval também agia com o intuito de proteger este comércio de ataques de piratas.
A cada seis meses ocorria uma troca dos marinheiros que lá permaneciam. Esta Divisão da Armada Imperial foi constituída, com períodos variáveis de permanência, pela Fragata Paraguaçu, Corveta Ânimo Grande, Brigue Quinze de Agosto e Brigues-Escunas Duquesa de Goiás e Ismênia. A divisão ficou sob o comando do Capitão de Mar e Guerra James Thompson. Este a bordo do Paraguaçu, acompanhado da Brigue Quinze de Agosto, promoveu a organização dos comboios a fim de proteger o comércio e dar instruções às embarcações passíveis de serem atacados na costa brasileira por navios corsários em função da Guerra da Cisplatina (1825-1828). Enquanto a base naval existia, cumpria dois objetivos: defendeu o comércio brasileiro contra ataques de navios corsários e piratas e convenceu a Inglaterra de que o Brasil realmente estava combatendo o tráfico de escravos entre as duas costas. Na realidade, a Divisão Naval do Leste serviu mais aos interesses brasileiros, que dependia do aporte de mão de obra escrava, do que britânicos. Os últimos navios da divisão atracaram no Rio de Janeiro em março de 1830, uma vez que após a Guerra da Cisplatina houve um empenho por parte da armada em desmobilizar a frota na África.